# 桑乔努尼奥
桑乔努尼奥，是西班牙卡斯蒂利亚-莱昂塞戈维亚省的一个市镇。 总面积29平方公里，总人口797人（2001年），人口密度27人/平方公里。